# Животов, Николай Николаевич (младший)
Николай Николаевич Животов (22 сентября (4 октября) 1887 — после 1918) — русский поэт-модернист. Сын журналиста и автора авантюрных романов Н. Н. Животова (старшего). Жил в дачном пригороде Киева Святошине, ряд его книг издан в городе Ананьеве (ныне Одесская область). Учился в Киевском университете на медицинском факультете.
Известно о его литературных контактах с другими киевскими поэтами (Б. Лившицем, В. Эльснером), с которыми он вместе издавал журнал «Лукоморье» (1911). Животов переписывался с В. Брюсовым, автором положительной рецензии на его первый сборник «Клочья нервов» (1909). К первой книге Животова с интересом отнеслись также М. Кузмин и Н. Гумилёв. В 1912 г. вышла его вторая книга «Южные цветы», прохладно встреченная критикой, затем издавал в Ананьеве журнал «Южное слово» и в 1914—1915 гг. выпустил там же около двух десятков небольших, иногда коллективных сборников. Возможно, участвовал в Первой мировой войне. Последние публикации Животова в киевской прессе относятся к 1918 году, после чего сведения о нём отсутствуют.